# Piqan

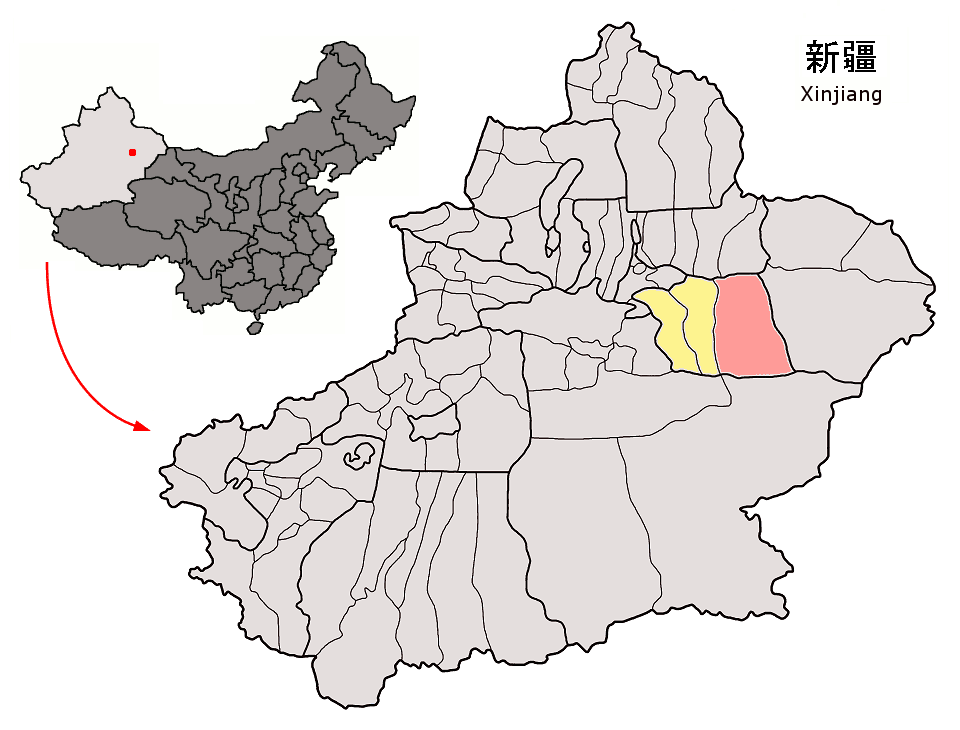
Lage des Kreises Piqan (rosa) im Regierungsbezirk Turfan (Turpan) (gelb)

Der Kreis Piqan (auch Shanshan, chinesisch 鄯善县, Pinyin Shànshàn Xiàn, uigurisch پىچان ناھىيىسى Piqan Naⱨiyisi) ist ein Kreis des Regierungsbezirks Turfan (offiziell: Turpan) im Zentrum des Uigurischen Autonomen Gebiets Xinjiang im Westen der Volksrepublik China. Er hat eine Fläche von 39.759 km² und zählt 231.297 Einwohner (Stand: Zensus 2010). Sein Hauptort ist die Großgemeinde Shanshan (鄯善镇).
Die Yanghai-Gräber (Yanghai muqun 洋海墓群) und die Höhlentempel von Toyuq (Toyok) (Tuyugou shiku 吐峪沟石窟) stehen seit 2006 auf der Liste der Denkmäler der Volksrepublik China.

## Administrative Gliederung
Auf Gemeindeebene setzt sich der Kreis aus fünf Großgemeinden und fünf Gemeinden (davon eine Nationalitätengemeinde) zusammen. Diese sind (Pinyin/chin.):
- Großgemeinde Shanshan 鄯善镇
- Großgemeinde Qiketai 七克台镇
- Großgemeinde Lianmuqin 连木沁镇
- Großgemeinde Lukeqin 鲁克沁镇
- Großgemeinde Shanshan huochezhan 鄯善火车站镇

- Gemeinde Dalangkan 达朗坎乡
- Gemeinde Bizhan 辟展乡
- Gemeinde Tuyugou 吐峪沟乡
- Gemeinde Dikan 迪坎乡
- Gemeinde Dongbazha der Hui 东巴扎回族乡